# Braç de Bellecourt
El Braç de Bellecourt (en francès Branche de Bellecourt) és un curt canal de Bèlgica de 1150 m de Classe I que comença al canal Brussel·les-Charleroi i que s'acaba en atzucac al polígon industrial de Seneffe. Hi ha dos dics secs que poden acollir xalanes o péniches.

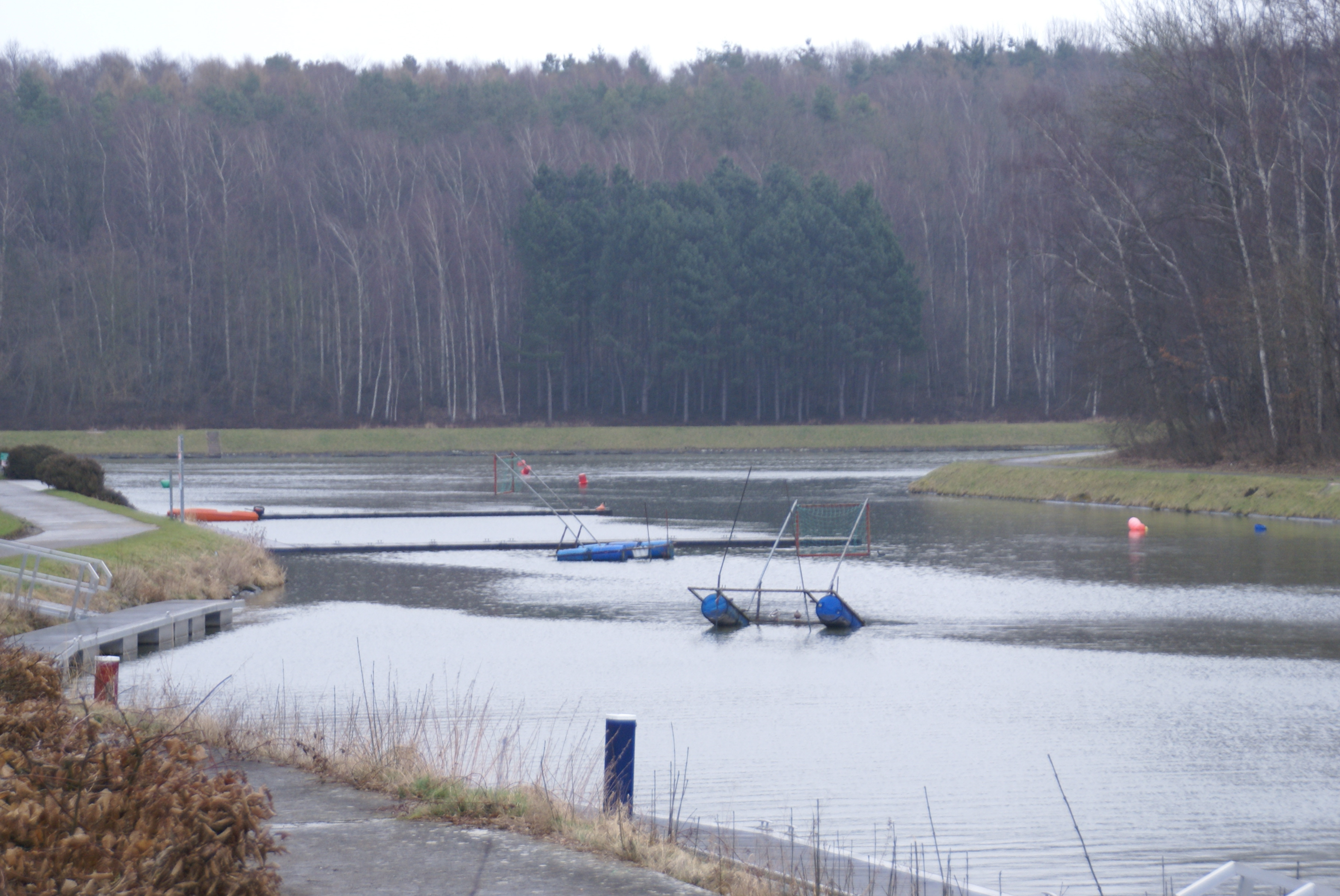
Aigüabarreig del Braç i del Canal Brussel·les-Charleroi

El canal que reprèn un trosset del llit del riu Samme servia per al transbordament de carbó. Com que el braç quasi va perdre el seu paper pel transport de mercaderies - l'any 2013 només s'hi van transbordar uns 4054 tones de mercaderies - l'ajuntament de Seneffe hi va construir un port turístic i esportiu, el Port de Seneffe. Les ribes van ser reparades i el 2008 es va estrenar la nova capitania de port.